# Communauté de l'Agglomération Belfortaine
Pour les articles homonymes, voir CAB.
La Communauté de l'Agglomération Belfortaine (CAB) est une ancienne structure de coopération intercommunale du département du Territoire de Belfort et de la région Bourgogne-Franche-Comté.
Depuis le 1er janvier 2017, elle a fusionné avec la Communauté de communes du Tilleul et de la Bourbeuse (CCTB) pour devenir le Grand Belfort.

## Histoire
Elle est issue d'une première structure de coopération intercommunale, un district urbain créé en 1973, devenu communauté d'agglomération en 1999. 

## Composition
Cet EPCI regroupe 33 communes :
| Nom                  | Code Insee | Gentilé       | Superficie (km2) | Population (dernière pop. légale) | Densité (hab./km2) |
| -------------------- | ---------- | ------------- | ---------------- | --------------------------------- | ------------------ |
| Belfort (siège)      | 90010      | Belfortains   | 17,10            | 49 764 (2014)                     | 2 910              |
| Andelnans            | 90001      | Andelnanais   | 4,17             | 1 232 (2014)                      | 295                |
| Argiésans            | 90004      | Argiésanais   | 2,73             | 412 (2014)                        | 151                |
| Banvillars           | 90007      | Banvillardais | 4,67             | 279 (2014)                        | 60                 |
| Bavilliers           | 90008      | Bavillierois  | 4,80             | 4 838 (2014)                      | 1 008              |
| Bermont              | 90011      | Bermontois    | 2,74             | 387 (2014)                        | 141                |
| Botans               | 90015      | Botanais      | 2,29             | 275 (2014)                        | 120                |
| Bourogne             | 90017      | Bourignais    | 13,71            | 1 945 (2014)                      | 142                |
| Buc                  | 90020      | Bucains       | 2,44             | 300 (2014)                        | 123                |
| Charmois             | 90021      | Charmoyens    | 4,17             | 296 (2014)                        | 71                 |
| Châtenois-les-Forges | 90022      | Châtenais     | 8,67             | 2 746 (2014)                      | 317                |
| Chèvremont           | 90026      | Chèvremontois | 8,83             | 1 619 (2014)                      | 183                |
| Cravanche            | 90029      | Cravanchois   | 1,35             | 1 962 (2014)                      | 1 453              |
| Danjoutin            | 90032      | Danjoutinois  | 5,65             | 3 675 (2014)                      | 650                |
| Denney               | 90034      | Denneysiens   | 3,48             | 777 (2014)                        | 223                |
| Dorans               | 90035      | Doranais      | 3,77             | 697 (2014)                        | 185                |
| Éloie                | 90037      | Éloyens       | 5,55             | 964 (2014)                        | 174                |
| Essert               | 90039      | Essertois     | 7,01             | 3 189 (2014)                      | 455                |
| Évette-Salbert       | 90042      | Évalbertois   | 9,16             | 2 084 (2014)                      | 228                |
| Meroux               | 90068      | Meroutains    | 8,85             | 843 (2014)                        | 95                 |
| Méziré               | 90069      | Mézirois      | 3,91             | 1 391 (2014)                      | 356                |
| Morvillars           | 90072      | Morvellais    | 5,27             | 1 207 (2014)                      | 229                |
| Moval                | 90073      | Movalois      | 1,16             | 430 (2014)                        | 371                |
| Offemont             | 90075      | Offemontois   | 5,55             | 3 690 (2014)                      | 665                |
| Pérouse              | 90076      | Pérousiens    | 4,90             | 1 146 (2014)                      | 234                |
| Roppe                | 90087      | Roppois       | 7,43             | 969 (2014)                        | 130                |
| Sermamagny           | 90093      | Sermamagniens | 7,90             | 807 (2014)                        | 102                |
| Sevenans             | 90094      | Sevenanais    | 2,02             | 694 (2014)                        | 344                |
| Trévenans            | 90097      | Trévenanais   | 5,96             | 1 204 (2014)                      | 202                |
| Urcerey              | 90098      | Urceroys      | 3,39             | 208 (2014)                        | 61                 |
| Valdoie              | 90099      | Valdoyens     | 4,66             | 5 391 (2014)                      | 1 157              |
| Vétrigne             | 90103      | Vétrignois    | 2,46             | 631 (2014)                        | 257                |
| Vézelois             | 90104      | Vézeloisiens  | 9,43             | 938 (2014)                        | 99                 |

## Administration

### Conseil communautaire
Le conseil communautaire est composé de 81 délégués issus de chacune des communes membres. Belfort dispose de 30 représentants, les autres communes ont 1, 2 ou 3 délégués, en fonction de leur population, respectivement moins de 1 100, moins de 3 000 et moins de 6 000 habitants.
Ils sont ainsi répartis comme suit :
| Nombre de délégués | Communes |
| ------------------ | --- |
| 30                 | Belfort |
| 3                  | Bavilliers, Danjoutin, Essert, Offemont, Valdoie |
| 2                  | Andelnans, Bourogne, Châtenois-les-Forges, Chèvremont, Cravanche, Évette-Salbert, Méziré, Morvillars, Trévenans                                              |
| 1                  | Argésians, Banvillars, Bermont, Botans, Buc, Charmois, Denney, Dorans,Eloie, Meroux, Moval, Pérouse, Roppe, Sermamagny, Sevenans, Urcerey,Vétrigne, Vézelois |

### Présidence
Elle a été présidée de 1977 à 2008 par Jean-Pierre Chevènement, de 2008 à 2014 par Étienne Butzbach.
| Période                                  | Période          | Identité                | Étiquette | Qualité |
| ---------------------------------------- | ---------------- | ----------------------- | --------- | ------- |
| 1977                                     | 2008             | Jean-Pierre Chevènement | MRC       |         |
| 2008                                     | 2014             | Étienne Butzbach        | PS        |         |
| 2014                                     | 31 décembre 2016 | Damien Meslot           | LR        | é       |
| Les données manquantes sont à compléter. |                  |                         |           |         |

## Compétences
- Assainissement collectif et non collectif
- Collecte des déchets des ménages et déchets assimilés
- Lutte contre les nuisances sonores
- Qualité de l'air
- Dispositifs contractuels de développement urbain, de développement local et d'insertion économique et sociale
- Dispositifs locaux de prévention de la délinquance
- Création, aménagement, entretien et gestion de zone d'activités industrielle, commerciale, tertiaire, artisanale ou touristique
- Création, aménagement, entretien et gestion de zone d'activités portuaire ou aéroportuaire
- Action de développement économique (Soutien des activités industrielles, commerciales ou de l'emploi, Soutien des activités agricoles et forestières...)
- Tourisme
- Construction ou aménagement, entretien, gestion d'équipements ou d'établissements culturels, socioculturels, socioéducatifs, sportifs
- Activités culturelles ou socioculturelles
- Transport scolaire
- Schéma de cohérence territoriale (SCoT)
- Schéma de secteur
- Plans locaux d'urbanisme (PLU)
- Création et réalisation de zone d'aménagement concertée (ZAC)
- Constitution de réserves foncières
- Organisation des transports urbains et non urbains
- Prise en considération d'un programme d'aménagement d'ensemble et détermination des secteurs d'aménagement au sens du code de l'urbanisme
- Plans de déplacement urbains
- Études et programmation
- Création, aménagement, entretien de la voirie
- Programme local de l'habitat (PLH)
- Politique du logement social
- Action et aide financière en faveur du logement social d'intérêt communautaire
- Action en faveur du logement des personnes défavorisées par des opérations d'intérêt communautaire
- Opération programmée d'amélioration de l'habitat (OPAH)
- Amélioration du parc immobilier bâti d'intérêt communautaire
- Droit de préemption urbain (DPU) pour la mise en œuvre de la politique communautaire d'équilibre social de l'habitat
- Actions de réhabilitation et résorption de l'habitat insalubre
- NTIC (Internet, câble, etc.)

### Sources
- Le SPLAF (Site sur la Population et les Limites Administratives de la France)
- La base ASPIC
- Site de la Communauté d'Agglomération Belfortaine